# Caso de La Línea
Caso de «La Línea» é um processo judicial por corrupção na Guatemala iniciado em 16 de abril de 2015 quando a Comissão Internacional contra a Impunidade na Guatemala (CICIG) envolveu vários altos funcionários do governo do general reformado Otto Pérez Molina, incluindo o capitão reformado Juan Carlos Monzón (secretário particular da vice-presidência) e diretores da Superintendência de Administração Tributária (SAT) em uma sofisticada rede de contrabando na alfândega guatemalteca.
No momento da descoberta do caso, Monzón estava em Seul (Coreia do Sul) acompanhado pela então vice-presidente Roxana Baldetti - a quem foi conferida um doutorado honoris causa naquela cidade por seu trabalho social. Quando soube das acusações contra si, Monzón fugiu; outros envolvidos foram capturados na Guatemala. Alguns deles foram libertados após alguns dias devido a uma medida substitutiva concedida pela juíza guatemalteca Marta Sierra de Stalling, embora o Ministério Público tenha agido imediatamente para contestar tal medida e os tenha devolvido à prisão, juntamente com a juíza Sierra de Stalling.
Seguiram-se várias manifestações pedindo a renúncia de Pérez Molina e sua vice-presidente Roxana Baldetti. Diversas marchas foram organizadas através das redes sociais, que demonstraram seu repúdio ao então governo e aos partidos políticos do país. Assim, devido a pressão popular, a Vice-Presidente Roxana Baldetti foi obrigada a renunciar no dia 8 de maio.
Em 21 de agosto de 2015, a CICIG e o Ministério Público emitiram um mandado de prisão contra a ex-vice-presidente Roxana Baldetti e um pedido de audiência preliminar contra o presidente Otto Pérez Molina pelos crimes de corrupção passiva, associação ilícita e caso especial de fraude aduaneira. Na coletiva de imprensa que ambas as entidades deram nesse mesmo dia, informaram que as provas obtidas durante as operações de 16 de abril de 2015 mostraram que Juan Carlos Monzón não era o líder de "La Línea", mas sim o presidente e a ex-vice-presidente; além disso, sugeriram que ambos haviam se envolvido na rede antes de serem eleitos governantes.
Baldetti foi enviada para prisão preventiva no presídio de Santa Teresa depois de passar vários dias na privilegiada prisão do quartel de Matamoros.
Os eventos chegaram ao clímax durante a audiência judicial de Baldetti quando foi reproduzida uma conversa telefônica interceptada na qual se ouvia a voz do Presidente Perez Molina pedindo ao diretor da Superintendência de Administração Tributária mudanças de pessoal, supostamente para acomodar a rede de contrabando. Uma greve nacional foi convocada pelos cidadãos guatemaltecos após a divulgação dessa conversa. Por fim, em 1º de setembro, Otto Pérez Molina foi despojado de sua imunidade; e, em 2 de setembro de 2015, apresentou sua renúncia, a qual foi aceita pelo Congresso da República em 3 de setembro, e nesse mesmo dia Alejandro Maldonado Aguirre foi empossado como novo Presidente da República. No mesmo dia, Pérez Molina foi preso por acusações de corrupção.
Em uma reviravolta surpreendente, na segunda-feira, 5 de outubro de 2015, Juan Carlos Monzón se entregou às autoridades e confessou ser membro da estrutura, mas não seu líder, pois no governo do Partido Patriota nada se fazia sem autorização de Pérez Molina ou de Baldetti; também declarou que estava disposto a cooperar, desde que fosse dada proteção a ele e sua família.